# Kłokock
Kłokock – wieś w Polsce położona w województwie kujawsko-pomorskim, w powiecie lipnowskim, w gminie Lipno.

## Historia
Na początku XIX wieku wieś należała do Tomasza Sumińskiego. Poprzez małżeństwo jego córki Teodozji, w 1823 roku wieś stała się własnością Ignacego Piotra Pląskowskiego. W 1837 roku sprzedał wieś Damazemu Sumińskiemu, synowi Tomasza.
Do 1954 roku istniała gmina Kłokock. W latach 1975–1998 miejscowość administracyjnie należała do województwa włocławskiego.

## Demografia
Według Narodowego Spisu Powszechnego (III 2011 r.) wieś liczyła 323 mieszkańców. Jest siedemnastą co do wielkości miejscowością gminy Lipno.